# Timothy Fosu-Mensah
Pour les articles homonymes, voir Mensah.
Timothy Evans Fosu-Mensah, né le 2 janvier 1998 à Amsterdam, est un footballeur international néerlandais qui évolue au poste de défenseur.

## Biographie

### Carrière en club

#### Manchester United
Né à Amsterdam de parents ghanéens, Fosu-Mensah a commencé sa carrière à l'Ajax, avant de déménager en Angleterre en 2014. Fosu-Mensah a joué pour les équipes de jeunes de Manchester United à plusieurs postes différents, notamment défenseur central, arrière droit et milieu central. Il a fait ses débuts professionnels en tant qu'arrière gauche le 28 février 2016, lors d'une victoire 3-2 en Premier League à domicile contre Arsenal, entrant en jeu à la 55e minute en remplacement de Marcos Rojo.
Le 19 octobre 2016, il a signé un nouveau contrat à long terme avec Manchester United jusqu'en 2020, avec une option pour prolonger d'une année supplémentaire.
Crystal Palace (en prêt)
Le 10 août 2017, Fosu-Mensah a rejoint Crystal Palace en prêt d'une saison, retrouvant ainsi son ancien entraîneur à l'Ajax, Frank de Boer. Il a fait ses débuts pour Palace deux jours plus tard, le 12 août 2017, contre Huddersfield Town, promu récemment, dans un match perdu 3-0. Malgré la défaite, Fosu-Mensah a été salué pour son tacle de dernière minute sur Steve Mounié, l'empêchant de marquer un hat-trick,.
Fulham (en prêt)
Le 9 août 2018, Fosu-Mensah a rejoint Fulham en prêt d'une saison. Il a fait ses débuts pour Fulham le 18 août 2018, lors d'une défaite à l'extérieur 3-1 contre Tottenham Hotspur en Premier League, jouant l'intégralité des 90 minutes. Le 13 avril 2019, il a subi une blessure aux ligaments du genou qui l'a ramené à Manchester United,.
Retour à United
Le 27 juin 2020, Fosu-Mensah a fait partie de l'équipe senior de United pour la première fois depuis le 21 mai 2017, alors qu'il était sur le banc pendant 120 minutes lors d'un match de la FA Cup contre Norwich City.
Le 16 juillet 2020, Fosu-Mensah a été titularisé pour United contre son ancienne équipe Crystal Palace, sa première titularisation depuis le 21 mai 2017, lorsqu'il avait affronté Palace à Selhurst Park.

#### Bayer Leverkusen
Le 13 janvier 2021, Fosu-Mensah a achevé un transfert de Manchester United vers Bayer Leverkusen. Le 28 février 2021, il a subi une autre blessure aux ligaments du genou qui a mis fin à sa saison 2020-2021.
Le 15 janvier 2022, Fosu-Mensah a fait sa première apparition en 321 jours, entrant en jeu en seconde mi-temps lors d'une victoire 2-1 contre Borussia Mönchengladbach.

### Carrière internationale
Ayant joué aux niveaux des moins de 15, moins de 16, moins de 17 et moins de 19 ans pour les Pays-Bas, mais également éligible pour le Ghana, Fosu-Mensah a été récompensé pour ses performances à Manchester United par sa première convocation en équipe nationale des Pays-Bas pour des matchs amicaux contre la république d'Irlande, la Pologne et l'Autriche. Il était également éligible pour jouer pour le Ghana, car il était éligible grâce à ses parents. Il a reçu une autre convocation en équipe nationale néerlandaise le 28 août 2017, remplaçant le blessé Kenny Tete pour les éliminatoires de la Coupe du monde de la FIFA 2018 contre la France et la Bulgarie. Fosu-Mensah a fait sa première apparition en équipe nationale des Pays-Bas le 31 août 2017, lorsqu'il a été titularisé contre la France lors d'une défaite 4-0.

## Vie personnelle
Fosu-Mensah est le frère des footballeurs Alfons et Paul.

## Statistiques
| Saison                | Club                  | Championnat           | Championnat | Championnat | Coupe nationale | Coupe nationale | Coupe de la Ligue | Coupe de la Ligue | Compétition(s) continentale(s) | Compétition(s) continentale(s) | Compétition(s) continentale(s) | Pays-Bas | Pays-Bas | Total | Total |
| Saison                | Club                  | Division              | M.          | B.          | M.              | B.              | M.                | B.                | Comp.                          | M.                             | B.                             | M.       | B.       | M.    | B.    |
| 2015-2016             | Manchester United     | Premier League        | 8           | 0           | 2               | 0               | -                 | -                 | -                              | -                              | -                              | -        | -        | 10    | 0     |
| 2016-2017             | Manchester United     | Premier League        | 4           | 0           | 2               | 0               | 1                 | 0                 | C3                             | 4                              | 0                              | -        | -        | 11    | 0     |
| Sous-total            | Sous-total            | Sous-total            | 12          | 0           | 4               | 0               | 1                 | 0                 | -                              | 4                              | 0                              | -        | -        | 21    | 0     |
| 2017-2018             | Crystal Palace (prêt) | Premier League        | 21          | 0           | 1               | 0               | 2                 | 0                 | -                              | -                              | -                              | 3        | 0        | 27    | 0     |
| 2018-2019             | Fulham FC (prêt)      | Premier League        | 12          | 0           | -               | -               | 1                 | 0                 | -                              | -                              | -                              | -        | -        | 13    | 0     |
| Sous-total            | Sous-total            | Sous-total            | 33          | 0           | 1               | 0               | 3                 | 0                 | -                              | -                              | -                              | 3        | 0        | 40    | 0     |
| 2019-2020             | Manchester United     | Premier League        | 3           | 0           | 1               | 0               | 0                 | 0                 | C3                             | 2                              | 0                              | -        | -        | 6     | 0     |
| 2020-2021             | Manchester United     | Premier League        | 1           | 0           | 0               | 0               | 0                 | 0                 | C1                             | 2                              | 0                              | -        | -        | 3     | 0     |
| Sous-total            | Sous-total            | Sous-total            | 4           | 0           | 1               | 0               | 0                 | 0                 | -                              | 4                              | 0                              | -        | -        | 9     | 0     |
| 2020-2021             | Bayer Leverkusen      | Bundesliga            | 6           | 0           | 1               | 0               | -                 | -                 | C3                             | -                              | -                              | -        | -        | 7     | 0     |
| 2021-2022             | Bayer Leverkusen      | Bundesliga            | 6           | 0           | -               | -               | -                 | -                 | C3                             | 2                              | 0                              | -        | -        | 8     | 0     |
| 2022-2023             | Bayer Leverkusen      | Bundesliga            | 11          | 0           | -               | -               | -                 | -                 | C1+C3                          | 3+1                            | 0+0                            | -        | -        | 15    | 0     |
| Sous-total            | Sous-total            | Sous-total            | 23          | 0           | 1               | 0               | 0                 | 0                 | -                              | 6                              | 0                              | -        | -        | 30    | 0     |
| Total sur la carrière | Total sur la carrière | Total sur la carrière | 71          | 0           | 7               | 0               | 4                 | 0                 | -                              | 14                             | 0                              | 3        | 0        | 99    | 0     |

## Palmarès

### En club
- Manchester United
  - Ligue Europa  (1)
    - Champion : 2017

  - Coupe d'Angleterre  (1)
    - Champion : 2016

  - Coupe de la Ligue anglaise  (1)
    - Champion : 2017

  - Premier League U21  (1)
    - Champion : 2016

  - Premier League
    - Vice-Champion : 2021
- Bayer Leverkusen
  - Bundesliga (1) :
    - Champion : 2024